# Burg Groß Wohnsdorf
Die Burg Groß Wohnsdorf war eine Ordensburg des Deutschen Ordens in dem damals ostpreußischen Dorf Groß Wohnsdorf, heute Kurortnoje, in der russischen Oblast Kaliningrad.

## Geschichte
Eine bei Groß Wohnsdorf auf dem hohen Ufer über der Alle (russisch: Lawa) gelegene prußische Wallburg wurde 1255 vom Deutschen Orden erstürmt, der hier ein Wildhaus anlegte. 1319 und 1347 eroberten Litauer die Burg und zerstörten sie.
Groß Wohnsdorf war ab 1348 Kammeramt der Ordensniederlassung Insterburg (heute russisch: Tschernjachowsk), und die Anlage erhielt bis 1356 eine Instandsetzung. Ab 1391 ging der Orden daran, die bisherige Wehranlage aufgrund mangelnder Widerstandsfähigkeit durch ein Gebäude aus Stein zu ersetzen.
Im Jahre 1468 verpfändete der Ordenhochmeisterstatthalter Heinrich Reuß von Plauen die Burg mit dazugehörigem Land an Hans von Weyer. Seither befand sich hier das Zentrum einer privaten Gutswirtschaft. 1525 belehnte Herzog Albrecht von Preußen den Edelmann Heyno von Döberitz und 1552 Andreas von Flanns mit dem Gut. Um 1590 wurden die Gutsanlagen umgebaut und erweitert.
Von 1688 (oder 1702) bis 1945 gehörte der Besitz der Familie von Schrötter. Der spätere Oberpräsident und Staatsminister von Ost- und Westpreußen, Friedrich Leopold Freiherr von Schrötter wurde hier geboren und wohnte in jungen Jahren im Torturm, wo er zusammen mit seinem Vater Friedrich Wilhelm von Schrötter auf der Terrasse des Turms philosophische Gespräche mit Immanuel Kant führte, der der Familie von Schrötter freundschaftlich verbunden war und sich gerne in Groß Wohnsdorf aufhielt.
1830 brannte das Burggebäude ab. Die Steine verwendete man für das neue Gutsgebäude, das 1868/69 im Park auf dem Gelände der ehemaligen Vorburg entstand.
Infolge des Zweiten Weltkrieges kamen Wohnsdorf und Agnesenhof mit dem nördlichen Ostpreußen zur Sowjetunion. „Gross Wonsdorf“ und Agnesenhof erhielten 1950 den gemeinsamen russischen Namen „Kurortnoje“.